# Марія Єврейка
́
Марія Єврейка, також відома як Марія Пророчиця (лат. Maria Prophetissima) — антична жінка-алхімік, що поєднала теорію алхімічної науки з практикою — лабораторними дослідами, ставши однією з перших справжніх експериментаторів. Їй приписують створення теоретичних і практичних основ алхімії — попередниці сучасної хімії. Винайшла кілька лабораторних пристроїв та хімічних процесів, які використовують і зараз (водяна баня, трибікос, керотакіс).

## Історичні згадки
Основним джерелом про діяльність Марії Єврейки є християнський гностик Зосима з Панополіса, який жив у 4 столітті і написав найдавніші книги з алхімії. Зосима описав кілька експериментів і приладів Марії. У його працях вона майже завжди згадується в минулому і описується як «один з мудреців». Зосима вказував, що вона жила між І і ІІ століттям нашої ери. Сучасні дослідники вважають її однією з перших алхіміків західного світу, що жила не пізніше І століття.
Візантійський історик Георгій Сінкелл (помер після 810) писав, що Єврейка була наставницею Демокріта, з яким познайомилася в Мемфісі (Єгипет) за часів полководця і оратора Перикла (бл. 494—429 до н. е.).
Арабський енциклопедист X століття Абу-л-Фарадж ан-Надим (X ст.) в книзі «Кітаб ал-Фіхріст» назвав Марію однією із 52 найславетніших алхіміків минулого. Однак роки її життя в інтерпретації середньовічних авторів викликають сумніви. Швидше за все, Марія Єврейка жила в I—III ст. н. е. Не збереглися жодний її твір, але її праці цитують різні алхімічні автори. Відомий один досить зв'язний фрагмент, який отримав назву «Практика Марії Пророчиці в алхімічному мистецтві». Цей невеликий трактат є діалогом між Марією і Аросом про таємниці алхімії.

Їй приписують різні вислови, найвідомішим є так звана «Аксіома Марії»: 
|  | Одне стає двома, два стають трьома, і з третього виходить одне — четверте |

## Досягнення
Марія Єврейка була однією з небагатьох людей свого часу, яка вміла виготовляти барвник колькотар (пігмент червоно-коричневого забарвлення, що використовувався для приготування фарб). Можливо, винайшла спосіб отримання соляної кислоти, хоча це заперечується сучасними дослідниками.
Марії Єврейці приписують винахід деяких пристроїв для хімічних дослідів: трибікос, керотакіс та водяна баня особливої конструкції, яку назвали на її честь «бенмарі». Трибікос — різновид мідного перегонного куба типу аламбік з трьома рукавами. Використовувався для отримання спирту. Керотакіс — це герметичний пристрій, що використовувався для отримання конденсату. У керотакісі рідина нагрівалася, потім пара конденсувалася на тонкі мідні пластини у верхній частині пристрою та концентрувалася у герметичній посудині. Наприклад, за допомогою керотакіса вперше отримано трояндову олію. Використовувалася для отримання есенцій, естрактів та спирту. Водяна баня це подвійна посудина, в якій успершу нагрівається відділення з водою, а потім посудина з піддослідною речовиною. Вона досі використовується у лабораторіях для повільного нагрівання рідини та приготування соусів.
Деякі історики вважають, що знання Марії Єврейки дозволили їй заснувати александрійську алхімічну школу.